# LATAM Airlines Paraguai

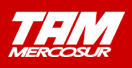
Antiga logomarca da companhia.

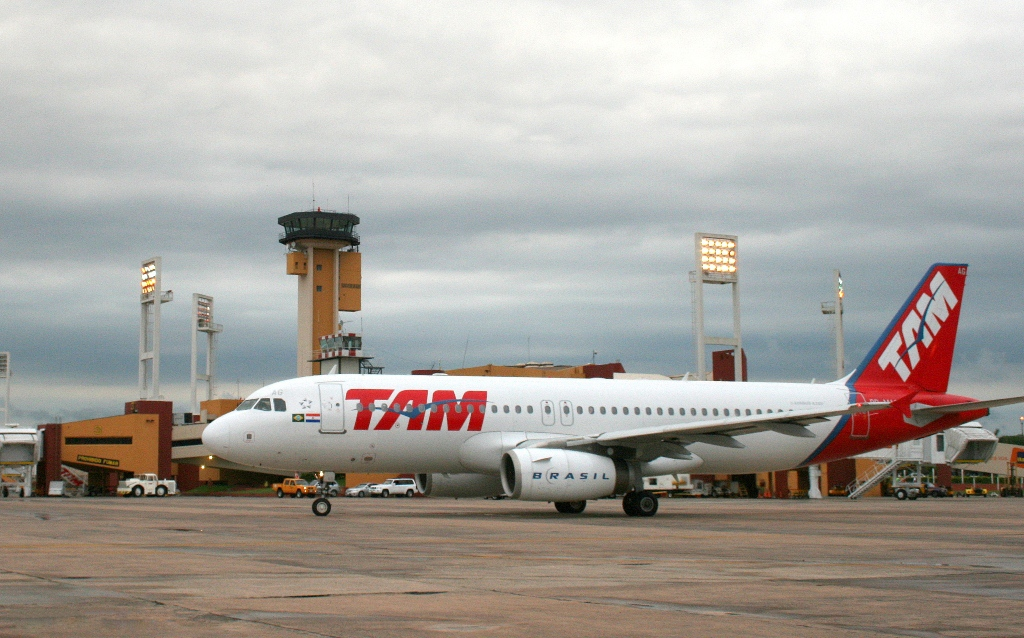
Airbus A320 da LATAM Paraguai com a antiga pintura da TAM Airlines

A LATAM Airlines Paraguai, anteriormente Líneas Aéreas Paraguayas - LAP, LAPSA, TAM Mercosur e TAM Airlines, é uma companhia aérea paraguaia pertencente a LATAM Airlines Group. A companhia está sediada em Assunção.

## História
A companhia aérea foi fundada em 1962 e iniciou suas operações em 1963 como Líneas Aéreas Paraguayas (LAP). Após um breve período como uma subsidiária da companhia aérea equatoriana SAETA, seu nome foi modificado para LAPSA e em 1996, a maioria das participações da LAP foram vendidos para a brasileira TAM Linhas Aéreas.
Em 1994, a TAM Linhas Aéreas estabeleceu uma pequena companhia aérea subsidiária no Paraguai, denominada Aerolíneas Paraguayas (ARPA), com uma frota que consistia principalmente de aeronaves Cessna 208, anteriormente operado pela TAM. Em 1 de setembro de 1996, a ARPA compra 80% das ações da ex-estatal LAP e ambas as companhias se fundiram sob o nome Transportes Aéreos del Mercosur (TAM). Hoje a LATAM possui 94,98% e o governo paraguaio 5,02% das ações.
Em 2008, na sequência de uma estratégia de marca, o nome TAM Mercosur foi abandonada e a companhia adotou um nome idêntico ao seu proprietário brasileiro, tornando-se TAM Airlines. E em 2016 após a fusão entre a chilena LAN Airlines e a brasileira TAM Linhas Aéreas, passou a se chamar LATAM Airlines Paraguai.

## Frota
| Aeronave    | Total | Passageiros | Passageiros | Passageiros | Notas |
| Aeronave    | Total | B           | E           | Total       | Notas |
| ----------- | ----- | ----------- | ----------- | ----------- | ----- |
| Airbus A320 | 3     | 12          | 144         | 156         |       |